# Ikoots
Los ikoots, también llamados mareños o huaves (término despectivo que, según los lugareños de San Mateo del Mar, les dieron los zapotecas) son una comunidad que habita en el Istmo de Tehuantepec, Oaxaca, México.

## Asentamientos
Las principales poblaciones ikoots son: San Mateo del Mar, San Francisco del Mar, San Dionisio del Mar y Santa María del Mar.

## Idioma
Los ikoots hablan ombeayiüts también conocido como huave, y se considera una lengua aislada. Es una de las 16 lenguas (reconocidas oficialmente) por el estado de Oaxaca. De acuerdo con el Instituto Nacional de Lenguas Indígenas (INALI), el ikoot o huave cuenta con dos variedades:
- Huave del este. Comprende las hablas de Juchitán y San Mateo del Mar
- Huave del oeste. Es empleada en los municipios de San Francisco y San Dionisio.

| Dialecto y lugar      | Número de hablantes (ca.) | ISO 639-3 (SIL) |
| --------------------- | ------------------------- | --------------- |
| San Dionisio del Mar  | 4.940 (2000)              | hve             |
| San Francisco del Mar | 900 (1990)                | hue             |
| San Mateo del Mar     | 12.000 (1990)             | huv             |
| Santa María del Mar   | 500 (1993)                | hvv             |

En San Mateo del Mar la resistencia lingüística es más evidente pues de acuerdo con la CDI (2005) el 99.7% de la población seguía hablando su lengua materna (ombeayiüts), contrario a otros casos como el municipio San Jerónimo Coatlán donde la lengua materna (di´ste o zapoteco de la sierra sur) asciende a tan solo el 6% con base en los datos de la misma CDI (2010).
Ombeayiüts significa “nuestra lengua”. En el 2000 el número de hablantes de 14, 224 el cual incrementó a 15, 801 para el 2010. De acuerdo con el INEGI (2010) el número de hablantes de esta lengua originaria es relativamente pequeño si los comparamos con el zapoteco y mixteco, que son las lenguas más habladas en el estado de Oaxaca, las cuales, para el año 2010, según este Instituto, tenían una población hablante de 371, 740 y 264, 047, respectivamente. En contraste, los hablantes de ombeayiüts son numerosos si se le compara con el ixcateco, que para ese mismo año era una de las lenguas menos habladas en el estado con sólo 124 hablantes.

## Tradiciones
Una de las celebraciones más importantes es la del día de Corpus Christi por los mero ikoots de San Mateo del Mar (Tehuantepec, Oaxaca). Este día se baila la Danza de la Serpiente la cual tiene una función ritual de petición de lluvia.